# Sanomi
Chansons représentant la Belgique au Concours Eurovision de la chanson
Sister
(2002) 1 Life
(2004)
Sanomi est une chanson du groupe musical belge Urban Trad, extraite de l'album Kerua, sorti en 2003. C'est la chanson ayant représenté la Belgique à l'Eurovision, en 2003. 
Depuis sa sortie, Sanomi est devenue le titre phare d'Urban Trad. Musicalement, elle représente à elle seule l'univers du groupe, en mêlant des tonalités traditionnelles et celtiques à des arrangements pop plus actuels. C'est également par ce titre que le groupe connut les prémices du succès et obtint une renommée internationale, au-delà des seules frontières de la Belgique. Le titre a été l'objet d'un clip vidéo ainsi que d'un single, le premier du groupe, et l'album duquel il a été extrait a atteint la 4e place des charts belges.

## À l'Eurovision
Écrite dans un langage imaginaire auquel elle a prêté son nom, Sanomi fut l'astuce évitant au groupe de choisir entre l'une des trois langues officielles de Belgique, à savoir le français, le néerlandais et l'allemand. Elle permit ainsi d'unir, le temps d'un concours musical, les trois communautés linguistiques du pays autour d'une même cause. Avec ce titre, Urban Trad offrit à son pays la deuxième place du concours, à seulement deux points du vainqueur. 
C'est la meilleure performance belge depuis la victoire de Sandra Kim avec J'aime la vie en 1986. Au Concours Eurovision de la chanson 1978 à Paris, Jean Vallée s'était également classé à la 2e place  avec L'amour ça fait chanter la vie.
Lors de son interprétation par le groupe, Sanomi est accompagnée d'une chorégraphie très simple que miment les chanteuses avec leurs mains. Soumis à la libre interprétation de chacun, les gestes accomplis peuvent notamment évoquer la relation entre deux personnes, le dialogue, le partage ou l'échange.